# 安德魯·克里斯蒂安
安德魯·克里斯蒂安（英語：Andrew Christian，俗稱：AC內褲）是美國的男性泳衣、內衣及服飾製造商，由設計師安德魯·克里斯蒂安創立。該品牌最出名的是其生產的內衣，其中包括多種類型的街頭、體育和時尚的系列。而且該品牌的男士內褲產品廣告大多數由知名男男同性色情片演員擔任模特，因此該品牌在世界各地的同志族群中都有一定的知名度。

## 外部連結
- Andrew Christian 網站 （页面存档备份，存于）
- Andrew Christian 網上商店 （页面存档备份，存于）
- 安德魯·克里斯蒂安的新浪微博
- 安德魯·克里斯蒂安在互联网电影资料库（IMDb）上的資料（英文）